# Comuna Vânjuleț, Mehedinți
Vânjuleț este o comună în județul Mehedinți, Oltenia, România, formată din satele Hotărani și Vânjuleț (reședința).

## Demografie
Componența etnică a comunei Vânjuleț
     Români (59,05%)
     Romi (36,65%)
     Alte etnii (0,25%)
     Necunoscută (4,06%)
Componența confesională a comunei Vânjuleț
     Ortodocși (94,36%)
     Alte religii (1,48%)
     Necunoscută (4,15%)
Conform recensământului efectuat în 2021, populația comunei Vânjuleț se ridică la 2.022 de locuitori, în creștere față de recensământul anterior din 2011, când fuseseră înregistrați 1.884 de locuitori. Majoritatea locuitorilor sunt români (59,05%), cu o minoritate de romi (36,65%), iar pentru 4,06% nu se cunoaște apartenența etnică. Din punct de vedere confesional, majoritatea locuitorilor sunt ortodocși (94,36%), iar pentru 4,15% nu se cunoaște apartenența confesională.

## Politică și administrație
Comuna Vânjuleț este administrată de un primar și un consiliu local compus din 11 consilieri. Primarul, Nistor Costaiche[*], de la Partidul Național Liberal, este în funcție din 2000. Începând cu alegerile locale din 2024, consiliul local are următoarea componență pe partide politice:
|  | Partid                          | Consilieri | Componența Consiliului | Componența Consiliului | Componența Consiliului | Componența Consiliului | Componența Consiliului | Componența Consiliului | Componența Consiliului | Componența Consiliului |
|  | ------------------------------- | ---------- | ---------------------- | ---------------------- | ---------------------- | ---------------------- | ---------------------- | ---------------------- | ---------------------- | ---------------------- |
|  | Partidul Național Liberal       | 8          |                        |                        |                        |                        |                        |                        |                        |                        |
|  | Partidul Social Democrat        | 2          |                        |                        |                        |                        |                        |                        |                        |                        |
|  | Alianța pentru Unirea Românilor | 1          |                        |                        |                        |                        |                        |                        |                        |                        |